# Kuźnica Czarnkowska
Kuźnica Czarnkowska (łac. Hamer) – wieś w zachodniej Polsce, położona w województwie wielkopolskim, w powiecie czarnkowsko-trzcianeckim, w gminie Czarnków.

## Podział
| SIMC    | Nazwa                           | Rodzaj    |
| ------- | ------------------------------- | --------- |
| 1016138 | Kuźnica Czarnkowska-Wybudowanie | część wsi |
| 1016144 | Kuźnica-Majątek                 | część wsi |
| 1016204 | Piaski                          | część wsi |
| 1006039 | W Łąkach                        | część wsi |

## Położenie
Położona we wschodniej części Kotliny Gorzowskiej, nad rzeką Rudnicą.

## Nazwa
Zanim w miejscu obecnej wsi powstała miejscowość znajdowała się tu osada przemysłowa. Wieś miała kiedyś inną nazwę wywodzącą się od lokalnej kopalni oraz kuźnicy zwanej po staropolsku "hamernią", która produkowała żelazo z lokalnych złóż rudy darniowej. Świadczą o tym pierwsze zachowane historyczne zapisy źródłowe zapisane w języku łacińskim. Pierwszy zapis z 1497 nie odnotowuje jeszcze miejscowości ale kopalnię rudy żelaza (łac. "minera ferri"). Drugi znany zapis pochodzący z 1532 i wymienia zakład produkcyjny, kuźnicę produkującą żelazo zwany po łacinie "Hamer" (pol. "młot"). W 1944 w czasie III Rzeszy nosiła niemiecką nazwę "Hammer").

## Historia
Miejscowość pierwotnie związana była z Wielkopolską. Była wsią szlachecką leżącą w dobrach czarnkowskich i należącą do lokalnej szlachty wielkopolskiej z rodu Czarnkowskich herbu Nałęcz III. W 1563 leżała w powiecie poznańskim Korony Królestwa Polskiego w parafii czarnkowskiej.
Pierwszy zapis z 1497 mówi o tym, że do dóbr Czarnków przynależała m.in. kopalnia rudy żelaza (łac. "minera ferri"), z której wpływały daniny zwane "sobotnicami" czyli rozliczenia oddawane przez "rudników" (czyli górnikow rudy) w sobotę każdego tygodnia.
W 1560 wspomniana została struga bez nazwy, obecnie to rzeczka Rudawa, która stanowiła wspólną własność braci Czarnkowskich. W 1532 bracia kasztelan bydgoski Maciej Czarnkowski oraz kasztelan przemęcki Sędziwój Czarnkowski, dzieląc się okolicznymi puszczami oraz jeziorami lokowali wieś Hamer jako swoją wspólną własność i zastrzegli dla jej mieszkańców wolne użytkowanie lasów oraz łąk w obu częściach puszczy.
W 1557 połowę Hamera należał do syna Macieja Wojciecha Czarnkowskiego. W 1558 wieś była wspólną własnością Wojciecha i Wojciecha Sędziwoja Czarnkowskiego, którzy współdziedziczyli miasto Czarnków.
Miejscowość odnotowano również w historycznych rejestrach poborowych dzięki czemu zachował się XVI wieczny obraz wsi. W 1563 miał miejsce pobór ze wsi po jednym florenie od trzech kół wodnych należących do młynów dymarskiego, młotowego i szmalczarskiego. Pobrano wtedy także 6 groszy od 12 rzemieślników pracujących we wsi. W 1565 miejscowość odnotowano w dobrach Czarnków, a w 1577 wspomniano, że wieś opustoszała. W 1580 Barbara wdowa po Wojciechu Czarnkowskim zapłaciła pobór od 5 zagrodników gospodarujących we wsi.
Czarnkowscy pozostali właścicielami Czarnkowa i okolicznych wsi do połowy XVII w. W okresie późniejszym dobra czarnkowskie zostały częściowo podzielone na kilka mniejszych majątków ziemskich, należących do różnych właścicieli. W 1727 r. Czarnków wraz z Kuźnicą Czarnkowską i wsią Radosiew oraz folwarkiem Jędrzejewo został własnością kasztelana krakowskiego Stanisława Poniatowskiego – ojca ostatniego króla Polski. Poniatowski był postacią wielce zasłużoną dla ożywienia gospodarczego doliny Noteci, zwanej wówczas „Polskim Nilem”; w 1748 r. utworzył obok tzw. klucza Biała i Trzcianka, majątek ziemski zwany kluczem Kuźnica.
Do czasu rozbiorów miejscowość leżała w Rzeczypospolitej Obojga Narodów. Wskutek II rozbioru Polski w 1793, miejscowość przeszła pod władanie Prus i jak cała Wielkopolska znalazła się w zaborze pruskim. W końcu 1772 r. podczas I rozbioru Polski wojska pruskie zajęły dolinę Noteci od strony północnej, a w lutym 1773 r. również ziemie leżące na południe od Noteci.
Na przestrzeni XIX w. zmieniali się kolejni właściciele poszczególnych majątków ziemskich. Czarnków oraz majątek Sarbia należały do Swiniarskich, Gębice i Huta do Paliszewskich, Ciszkowo do Romana Dzieduszyckiego, Kuźnica Czarnkowska pozostawała własnością niemiecką i ok. 1846 r. należała do hrabiego Böetze.
Po I wojnie światowej w 1919 r., na mocy postanowień Traktatu Wersalskiego, granica poprowadzona nurtem Noteci podzieliła obecną gminę Czarnków na dwie części. Część południowa znalazła się w granicach niepodległej Polski, natomiast tereny na północ od Noteci (w tym Kuźnica Czarnkowska) pozostały w granicach Niemiec. Po zakończeniu II wojny światowej, na Konferencji jałtańskiej Polsce przyznano część dotychczasowych ziem niemieckich: Ziemie Lubuską, Pomorze Zachodnie, Prusy Wschodnie i Śląsk oraz byłe Wolne Miasto Gdańsk. Kuźnica Czarnkowska znalazła się w granicach Polski.
Po roku 1945 Kuźnica Czarnkowska leżała w granicach powiatu trzcianeckiego, w latach 1945–54 siedziba gminy Kuźnica Czarnkowska. W latach 1954–1972 wieś należała i była siedzibą władz gromady Kuźnica Czarnkowska. W latach 1975–1998 miejscowość administracyjnie należała do województwa pilskiego.
Od 1999 roku w ramach reformy administracyjnej Kuźnica należy do powiatu czarnkowsko-trzcianeckiego.
W Kuźnicy znajduje się kościół parafialny pw. św. Franciszka Ksawerego, który wybudowano w 1923 roku.
We wsi mieści się zabytkowy zespół pałacowy, obejmujący pałac z 1820 roku, oficynę z 1840 oraz park z 2. połowy XVIII–XIX, XX wieku.